# Kommunanz
En Suisse, quelques entités territoriales, généralement inhabitées, sont sous la souveraineté conjointe de plusieurs communes. Ces territoires sont appelés Kommunanz en allemand et comunanza en italien, il n’existe pas de mot français propre pour cette notion, aucun territoire de ce type n'existant en Suisse romande.

## Histoire
Les Kommunanzen sont des reliques du Moyen-Âge, alors que plusieurs communes possédaient conjointement des communaux. Il s’agissait souvent de zones marécageuses qui n’avaient pas été utilisées intensivement pour des activités agricoles et qui se situaient entre les chefs-lieux des communes. Par exemple, le Neeracherried (de), un ancien marais de 105 hectares, était, jusqu’en 1800, sous la possession conjointe des trois communes environnantes.

## Kommunanzenactuelles
D’une manière générale, les Kommunanzen ont tendance à disparaitre. Il ne reste, en 2017, que deux comunanze dans le canton du Tessin. Il s’agit de :
- la comunanza Cadenazzo/Monteceneri (anciennement comunanza Medeglia/Robasacco jusqu’en 2005, puis comunanza Medeglia/Cadenazzo jusqu’en 2010) ;
- la comunanza Capriasca/Lugano (anciennement comunanza Corticiasca/Valcolla jusqu’en 2008, puis comunanza Capriasca/Valcolla jusqu’en 2013) ;

## AnciennesKommunanzen
Les territoires suivants existaient encore en 1960, et ont disparu par la suite :
- dans le canton des Grisons, le Gemeinschaftsgebiet Maienfeld-Fläsch (de) a été divisé en 1977 entre les communes de Maienfeld et de Fläsch ;
- dans le canton du Tessin, le territoire appelé comunanza Sala Capriasca/Bidogno/Corticiasca jusqu’en 2003, puis communanza Bidogno/Capriasca/Corticiasca (de) jusqu’en 2008, a été intégré en 2008 à la commune de Capriasca, par suite de la fusion des communes concernées ;
- dans le canton du Tessin, le territoire nommé comunanza Sala Capriasca/Vaglio/Lugaggia jusqu’en 2003, puis communanza Capriasca/Lugaggia (de) jusqu’en 2008, a été lui aussi intégré à la commune de Capriasca en 2008 pour la même raison ;
- dans le canton du Valais, le territoire nommé Kommunanz Gluringen/Ritzingen jusqu'en 2000, puis Kommunanz Gluringen/Grafschaft jusqu’en 2004 et enfin Kommunanz Reckingen-Gluringen/Grafschaft, a été intégré en 2017 à la commune de Goms, pour la même raison.